# قصر آيت سيدي الحبيب
قصر آيت سيدي الحبيب هو قصرٌ (قريةٌ محصنة) في المغرب، يقعُ في منطقة جهة درعة تافيلالت. تبلغ مساحته 0.2 هكتار.